# Asthenotricha polydora
Asthenotricha polydora är en fjärilsart som beskrevs av Debauche 1938. Asthenotricha polydora ingår i släktet Asthenotricha och familjen mätare. Inga underarter finns listade i Catalogue of Life.